# Chú Santos
Chú Santos, bürgerlich Francisleide dos Santos Barbosa (* 27. Februar 1990 in São João de Meriti), ist eine brasilianische Fußballspielerin.

## Karriere

### Vereine
Santos gehörte von 2008 bis 2024 zehn unterschiedlichen brasilianischen Vereinen und zwei im Ausland befindlichen Vereinen an. Für den dänischen Erstligisten Fortuna Hjørring wurde sie während ihrer dreimonatigen Zugehörigkeit 2017 nicht in Punktspielen eingesetzt, jedoch in zwei Begegnungen mit Manchester City im Viertelfinale der Champions-League am 23. und 30. März 2017. Für den chinesischen Erstligisten Changchun Zhuoyue ist lediglich ein Punktspiel dokumentiert; am 13. Juli 2019 unterlag sie mit ihrer Mannschaft im Auswärtsspiel gegen Shanghai Shenhua mit 2:5. Mit drei der neun brasilianischen Vereine gewann sie mindestens einen Titel. Am erfolgreichsten war sie mit der SE Palmeiras aus São Paulo, dem sie mit drei Jahren auch am längsten angehörte. Seit Januar 2025 gehört sie dem Erstligisten Fluminense FC in Rio de Janeiro an, für den sie an den ersten fünf Spieltagen berücksichtigt wurde.

### Nationalmannschaft
Santos gehört der Nationalmannschaft Brasiliens seit 2012 an. Sie bestritt u. a. in den Spieljahren 2013 bis 2021 (außer 2015 und 2018) 18 Länderspiele, von denen ihr erstes am 6. März 2013 in Nancy stattfand. Die gegen die Nationalmannschaft Frankreichs in Freundschaft ausgetragene Begegnung endete mit 2:2 unentschieden; es war ihr erstes von sechs Freundschaftsspielen. Die übrigen zwölf Länderspiele bestritt sie in fünf unterschiedlichen Turnieren. Ihr erstes war das um die Südamerikameisterschaft 2014, in der sie im dritten und vierten von sieben Spielen berücksichtigt wurde. Sie kam im vorletzten und letzten Spiel der Gruppe B beim 2:0-Sieg über die Nationalmannschaft Chiles am 18. September und bei der 0:2-Niederlage gegen die Nationalmannschaft Argentiniens am 20. September zum Einsatz; damit hatte sie am späteren Turniersieg ihrer Mannschaft Anteil.
Bei der achten Ausspielung des seit 2009 in ihrem Land jährlich ausgetragenen Einladungsturniers, kam sie 2016 im „Torneio Internacional de Brasília“ in drei Spielen in Manaus zum Einsatz. Am 8. und 15. Dezember bestritt sie das erste und dritte Spiel, das gegen die Nationalmannschaft Costa Ricas und der Nationalmannschaft Italiens mit 6:0 und 3:1 gewonnen wurde. Gegen Letztere gab es am 19. Dezember im Finale ein Wiedersehen, das mit einem 5:3-Sieg belohnt wurde.
Am 4. Juli 2017 kam sie in ihrem dritten Freundschaftsländerspiel zum Einsatz, in dem sie mit ihrer Mannschaft der Nationalmannschaft Deutschlands mit 1:3 in Sandhausen unterlegen war. Danach kam sie in zwei Spielen im Tournament of Nations in den Vereinigten Staaten zum Einsatz. Das erste Spiel am 27. Juli 2017 in Seattle endete mit 1:1 unentschieden gegen die Nationalmannschaft Japans, das dritte Spiel am 3. August 2017 in Carson wurde mit 1:6 gegen die Nationalmannschaft Australiens verloren. 
Anschließend nahm sie mit ihrer Mannschaft an der neunten Ausspielung des in ihrem Land ausgetragenen Einladungsturniers – nunmehr im neuen Format und unter dem Namen „Torneio Internacional Feminino de Seleções“ – teil. Das erste Spiel am 29. August 2019 (das erste unter Trainerin Pia Sundhage) wurde in São Paulo gegen die Nationalmannschaft Argentiniens mit 5:0 gewonnen und fand als Halbfinale statt. Das Finale am 1. September 2019 hingegen wurde gegen die Nationalmannschaft Chiles zunächst torlos beendet und im anschließenden Elfmeterschießen mit 4:5 verloren.
Nach einem weiteren (ihrem vierten) Freundschaftsländerspiel (2:1 vs. England am 5. Oktober 2019 in Middlesbrough) folgte ein Monat später die Reise nach Yongchuan statt, wo sie mit ihrer Mannschaft an der Novemberausgabe des Vier-Nationen-Turniers teilnahm. In einem Teilnehmerfeld von vier Mannschaften kam sie im Halbfinale gegen die Nationalmannschaft Kanadas beim 4:0-Sieg zum Einsatz, in dem sie mit dem Treffer zur 1:0-Führung in der elften Minute ihr erstes Länderspieltor erzielte. Das Finale gegen die Nationalmannschaft des gastgebenden Landes wurde erst im Elfmeterschießen mit 2:4 verloren. Mit dem in São Paulo am 15. Dezember 2019 errungenen 4:0-Sieg im Freundschaftsspiel gegen die Nationalmannschaft Mexikos endete das Spieljahr.
Beim 8:0-Sieg im Freundschaftsspiel gegen die Nationalmannschaft Ecuadors erlebte sie in Manaus das erste Mal ein Länderspiel ohne Zuschauer – der COVID-19-Pandemie geschuldet. Ihr (bislang) letztes Länderspiel bestritt sie bei der Teilnahme ihrer Mannschaft im Turnier um den SheBelieves Cup 2021. Das Auftaktspiel am 18. Februar in Orlando wurde mit 4:1 gegen die Nationalmannschaft Argentiniens gewonnen; in den weiteren Turnierspielen wurde sie nicht berücksichtigt.

## Erfolge
Nationalmannschaft
- Copa América: 2014
- SheBelieves Cup: Zweiter 2021
- Vier-Nationen-Turnier-Sieger 2016, -Finalist 2019 (in Brasilien)
- Finalist Vier-Nationen-Turnier 2019 (in China)

FC Santos
- Staatsmeisterschaft von São Paulo: 2018
- Copa Libertadores-Finalist 2018

Associação Ferroviária de Esportes
- Staatsmeisterschaft von São Paulo: Finalist 2020

Palmeiras
- Brasilianische Meisterschaft: Finalist 2021
- Staatspokal von São Paulo: 2021
- Staatsmeisterschaft von São Paulo: 2022
- Copa Libertadores: 2022, -Finalist 2023 (jeweils ohne Finaleinsatz)